# 槟城极乐寺

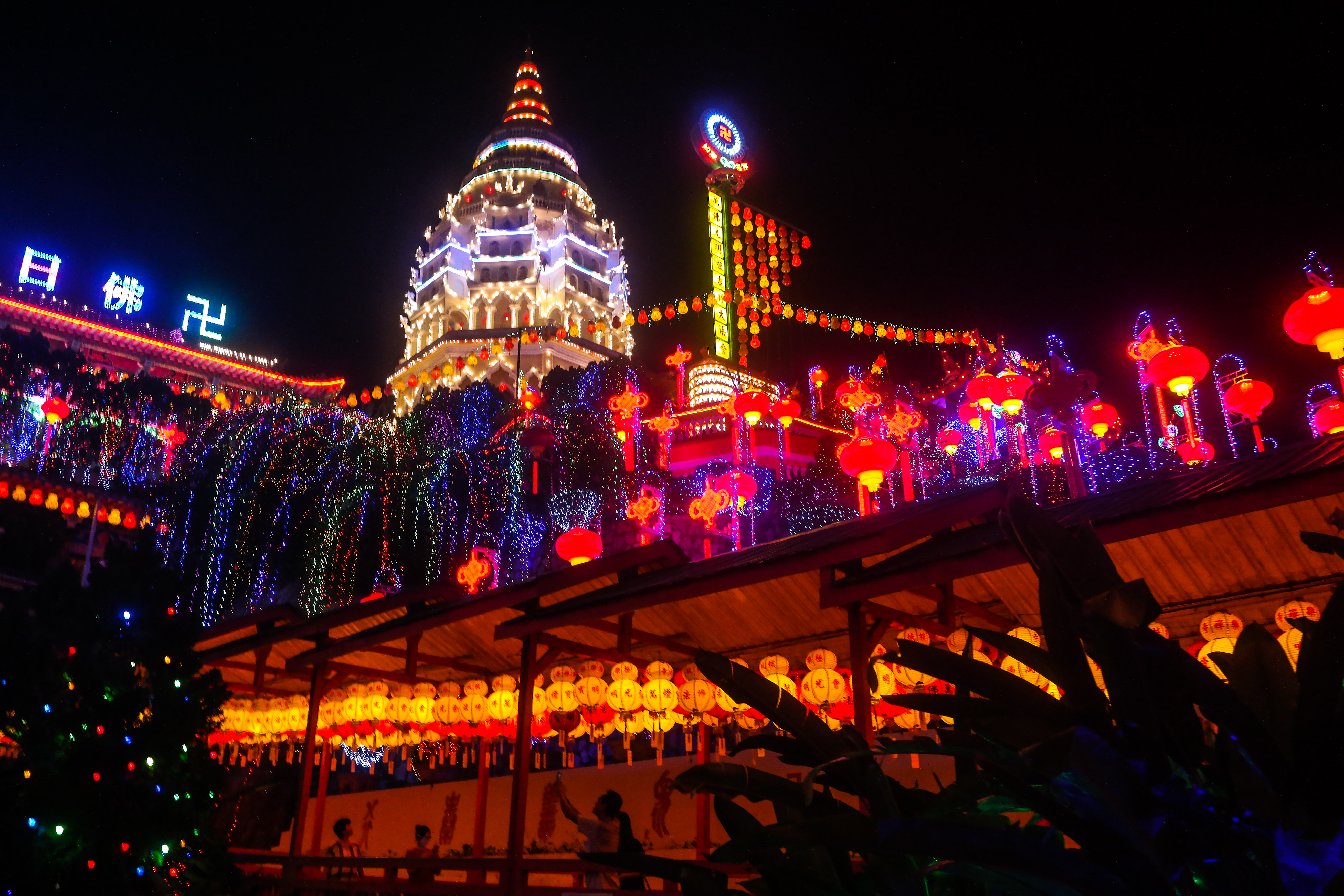
夜晚五光十色的槟城极乐寺

槟城极乐寺，全称鹤山极乐禅寺，是一座位于马来西亚槟城州亚依淡的佛教寺庙。极乐寺始建于1891年并于1904年全面竣工，寺庙依山傍海，占地120,000平方公尺，为该国乃至东南亚规模最大与建筑最宏伟的华人佛寺。该寺名称取自“西方极乐世界”，其落成标志着汉传佛教伽蓝在南洋的开拓，是汉土与海外华人间的文化纽带。每逢春节夜幕低垂时，极乐寺会举办一年一度的新春灯会，吸引了众多本地与海外佛教徒前来朝圣。
槟城极乐寺所在山址，因形似飞鹤，故于建寺后得名“鹤山”。该寺五彩缤纷的建筑鳞次栉比，多以花岗石砌成，其主要标志性建筑为楼高七层的万佛塔以及全球最高的八角亭观音阁。

## 历史
极乐寺是由时任椰脚街广福宫的主持妙莲法师（1844年-1907年）所启发。妙莲法师年少时常出外经商，32岁出家当和尚，原自中国福建鼓山涌泉寺，于1885年到槟城筹募基金修建福州龟山法堂，两年后出任椰脚街广福宫的住持。妙莲法师有感于当地敦厚的侨风，但鉴于位居市区的广福宫地狭人嚣，周围无汉传丛林，便想寻一方静土弘法，最终觅得亚依淡鹤山之址。法师随后带领道友从南洋170余市镇募化建寺，据记载主要有六位华裔商人倡建助缘，其中以五位客家大亨张弼士、张煜南、谢荣光、戴喜云和郑景贵任极乐寺总理。1889年，法师向闽籍华侨杨秀苗购得土地约3.65公顷，并于1891年兴建第一座木构大士殿，五年后相继增建天王殿、大雄殿、藏经阁、东西客堂及放生池等，为涌泉寺的廨院。1900年，庚子事变爆发，八国联军攻占北京，迫使光绪帝和慈禧太后西迁逃难。经过李鸿章的谈判，清朝政府被迫签下不平等条约并承担庚子赔款。当时妙莲法师为表示僧侣爱国之心，将募化来的数万银元献予清朝政府。1904年，极乐寺已全面竣工，翌年慈禧太后特召妙莲法师进京，御赐两部清朝御刻大藏经《龙藏经》、紫袈裟与“钦命方丈”、“奉旨回山”等銮驾，并赏赐银牌一面以及匾額“大雄宝殿”和“海天佛地”（现藏于极乐寺展示）。妙莲法师出任极乐寺首任主持，二年后圆寂。本忠法师继承职位，成为极乐寺第二任住持。
2002年，一座30.2公尺高的观音铜像建成。
2021年10月11日夜晚，寺院的大雄宝殿边侧发生失火，火势波及贵宾接待室，也造成一尊观音佛像被烧毁。极乐寺前方丈日恒法师接受媒体访问时指出，火灾对极乐寺没有造成太大的影响。寺方相信是油灯引发火灾，而极乐寺信理员黄得轩认为火患是老鼠弄翻油灯引发。

## 建筑与景观
槟城极乐寺全区面积达120,000平方公尺。

### 建筑
万佛宝塔
万佛宝塔雄立于极乐寺左侧，楼高30公尺，为极乐寺标志性象征。该塔于1930年建成，1915年曾由暹罗国王拉玛六世亲自为该塔举行奠基礼并布施巨款，为纪念此历史事迹，又称作“拉玛六世佛塔”。万佛宝塔的九层建筑融合了中国、泰国和缅甸三国的设计风格，其顶端两层为缅式螺旋金色圆顶塔，中间三层为泰式素白塔身，底三层则是中式八角底座，而塔内供奉一千多尊姿态多样的镀金云石佛像。塔前岩石上刻有清末民初名士留下的墨迹，院里也另设“有求必应”鐘，供大众敲鐘许愿。
观音像
观音像于2002年建竣，铜像高30.2公尺，耗资七千余万令吉打造，其周围由16根大柱围建的91公尺高八角亭遮盖观音像，曾为全球最大的室外观音像，現已被此慈山寺（高76米）、南山海上觀音聖像（高108米）等戶外觀音像超越。观音菩萨铜像端立在莲花台上，左手结施无畏印，右手持玉净瓶，瓶口向下。莲花台下有108个转运钱钵，供民众环绕铜像在各个钱钵投币祈福。

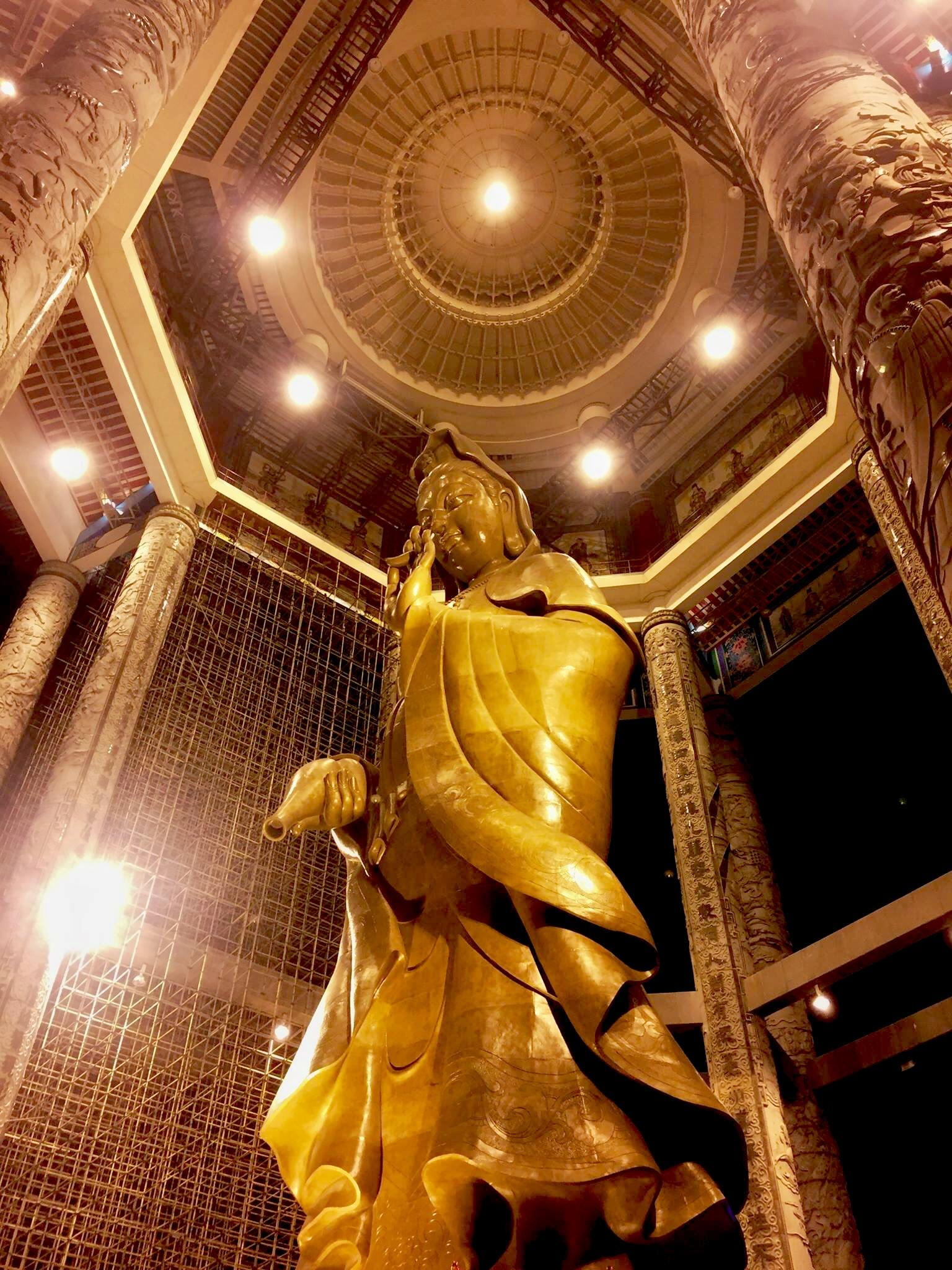
极乐寺观音像

### 设施
- 缆车式电梯

为马来西亚首架缆车式电梯，共有两架供参观者上至观音像游览。其服务时间为 08:30 至 17:30，单程历时2分钟，一次能容纳30余人。来回票价为成人6令吉以及孩童3令吉，其收入用作极乐寺发展基金及维修费。

## 膜拜礼仪
槟城极乐寺的建筑群结合多种文化色彩，接引不同佛教礼仪的信徒前来膜拜，反映了佛教的多元性。信徒一般以念珠、上香、布施，或鞠躬合掌的方式敬佛礼拜。修行较高的信徒大多在藏经楼祈祷，而一些朝圣人士会在寺内有座左右墙上一排排佛像的花园里膜拜。

## 交通运输
乘客可搭乘公共巴士由槟岛各个地区前往极乐寺。陆路交通公司槟城快捷通（Rapid Penang）提供六条往返极乐寺的巴士路线，以方便游客和当地居民出入该区。
| 服务       | 路线 | 车站区域                                                                 |
| ---------- | ---- | ------------------------------------------------------------------------ |
| 槟城快捷通 | 201  | 垄尾、亚依淡、乔治市（光大大厦、牛干冬、海墘）                           |
| 槟城快捷通 | 203  | 亚依淡、发林、乔治市（光大大厦、牛干冬、海墘）                           |
| 槟城快捷通 | 204  | 升旗山、亚依淡、乔治市（光大大厦、华盖街、海墘）                         |
| 槟城快捷通 | 206  | 青草巷、双溪槟榔、乔治市（牛干冬、海墘）                                 |
| 槟城快捷通 | 306  | 峇央峇鲁、皇后湾广场、武吉占姆、湖内、垄尾、发林、乔治市（槟城中央医院） |
| 槟城快捷通 | 502  | 浮罗山背、垄尾、亚依淡、乔治市（光大大厦、华盖街、海墘）                 |

乘客另可选择使用随乘随下双层开篷观光巴士（Hop On Hop Off Bus）城市路线，并于4号极乐寺站下车即可。

## 图片集

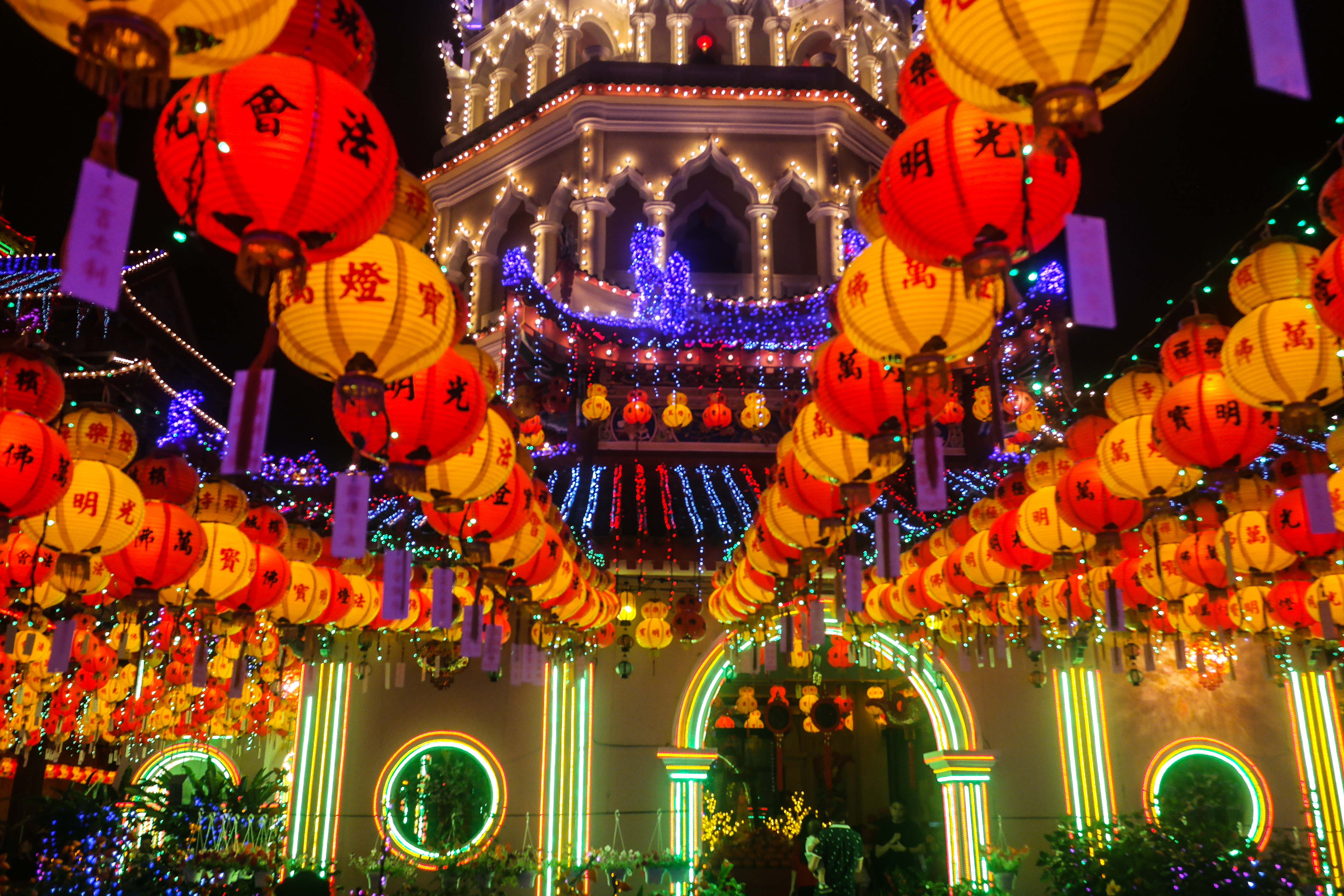
華人農曆新年期間的檳城極樂寺
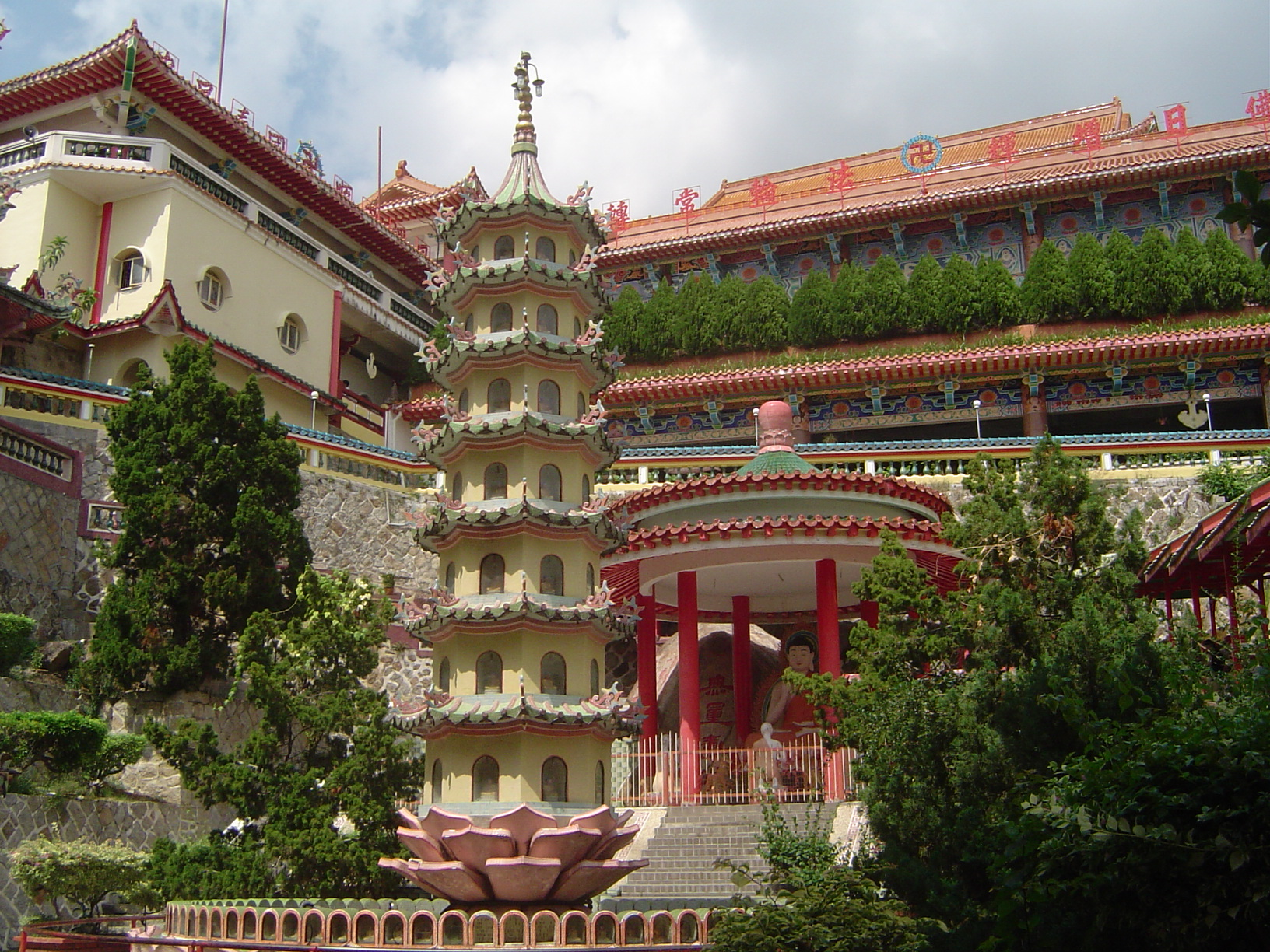
庙内一景
极乐寺佛塔的三层构造
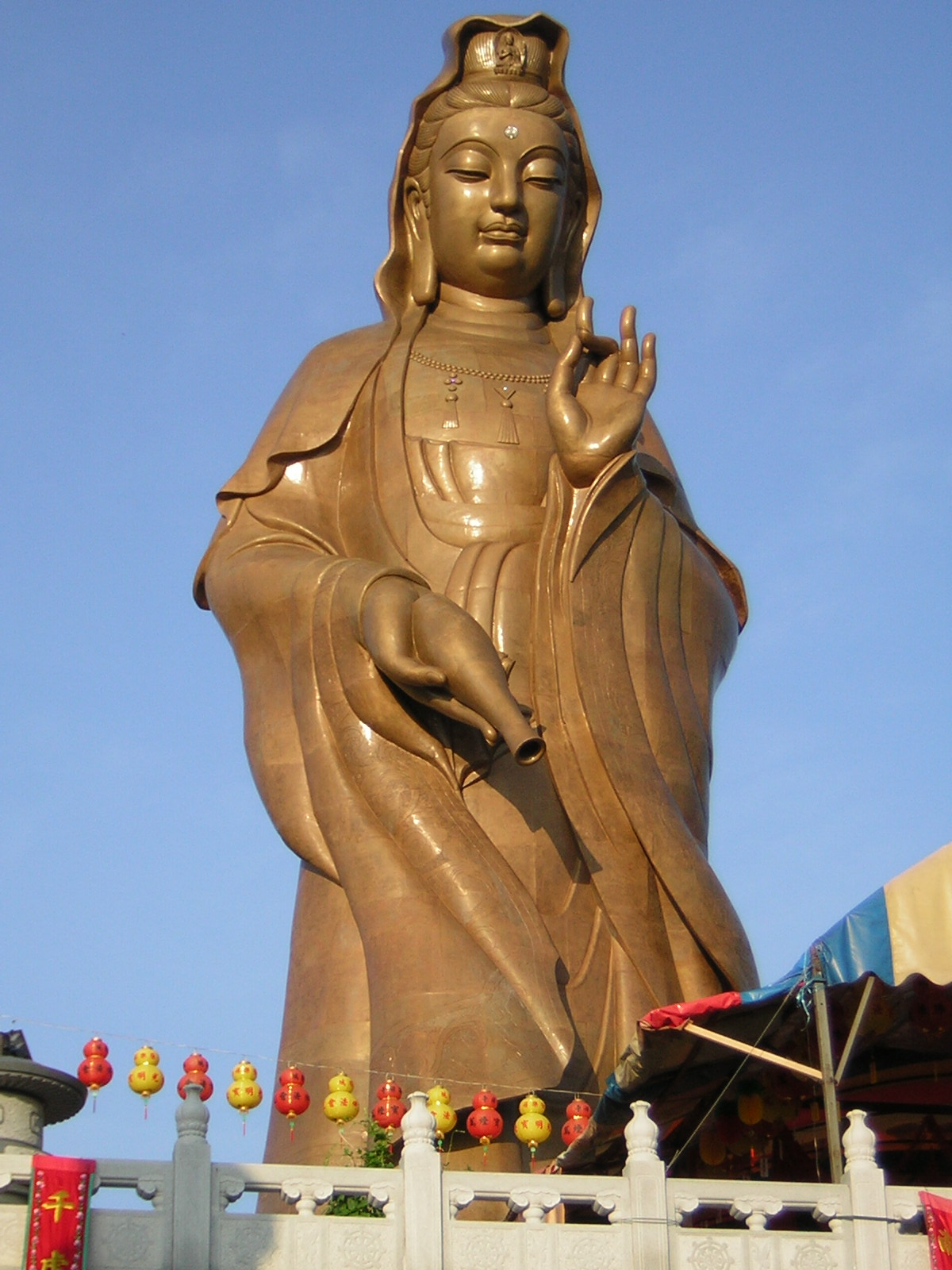
观音像
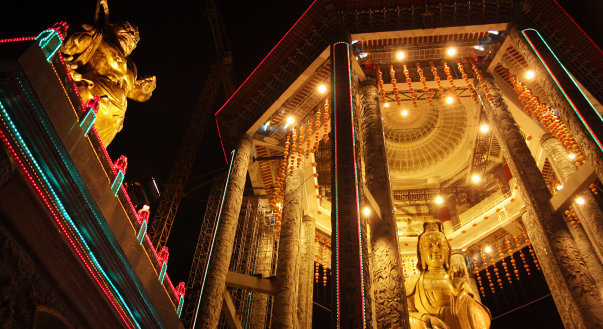
顶柱环绕着观音像

## 脚注